# Massanes (Spagna)
Massanes è un comune spagnolo di 565 abitanti situato nella comunità autonoma della Catalogna.